# Zhangcheng (köping i Kina, Henan)
Zhangcheng (kinesiska: 酂城, 酂城镇) är en köping i Kina. Den ligger i provinsen Henan, i den centrala delen av landet, omkring 240 kilometer öster om provinshuvudstaden Zhengzhou.
Genomsnittlig årsnederbörd är 1 043 millimeter. Den regnigaste månaden är augusti, med i genomsnitt 193 mm nederbörd, och den torraste är januari, med 13 mm nederbörd.